# Diecéze Caserta
Diecéze Caserta (latinsky Dioecesis Casertana) je římskokatolická diecéze v Itálii, která je součástí neapolské církevní provincie, tvořící součást církevní oblasti Kampánie. Katedrálou je kostel sv. Michaela Archanděla v Casertě. 

## Stručná historie
Diecéze vznikla ve 12. století a byla podřízena jako sufragánní Arcidiecézi Capua, z jejíhož teritoria byla vyčleněna. Z8sadním zlomem ve vývoji diecéze byl rok 1752, kdy byl založen královský palác v Casertě, okolo nějž vzniklo nové městské centrum. V roce 1841 byla také přesunuta katedrála, z původního kostela sv. Michaela Archanděla v dnešní lokalitě Casertavecchia do kostela sv. Michaela Archanděla v Casertě. V roce 1979 byla diecéze včleněna do neapolské církevní provincie. Od roku 2023 je in persona episcopi spojena s arcidiecézí Capua.